# 545年
| 千纪： | 1千纪 |
| 世纪： | 5世纪 \| 6世纪 \| 7世纪                                                                                      |
| 年代： | 510年代 \| 520年代 \| 530年代 \| 540年代 \| 550年代 \| 560年代 \| 570年代                                    |
| 年份： | 540年 \| 541年 \| 542年 \| 543年 \| 544年 \| 545年 \| 546年 \| 547年 \| 548年 \| 549年 \| 550年              |
| 纪年： | 乙丑年（牛年）；南朝梁大同十一年；高昌章和十五年；东魏武定三年；西魏大统十一年；新罗建元十年；万春国天德二年 |

## 大事记
- 西魏首次遣使訪問尚歸附柔然的突厥部落，標誌著中國中原王朝已承認突厥為獨立勢力。